# Nuit des Molières
La nuit des Molières is een jaarlijkse uitreiking van theaterprijzen in Frankrijk. De prestigieuze prijzen worden toegekend sinds 1987 en zijn vernoemd naar de Franse schrijver Molière. Deze prijs is de tegenhanger van de César (cinema). Beide zijn gestart door Georges Cravenne.

## Categorieën
- Molière du comédien (Beste mannelijke komiek)
- Molière du comédien dans un second rôle (Beste mannelijke komische bijrol)
- Molière de la comédienne (Beste vrouwelijke komiek)
- Molière de la comédienne dans un second rôle (Beste vrouwelijke komische bijrol)
- Molière de la révélation théâtrale, tussen 1988 - 1997 en in 2008
- Molière de la révélation théâtrale
- Molière du théâtre privé
- Molière du théâtre public
- Molière du meilleur spectacle comique, sinds 1988
- Molière du one man show, sinds 1989
- Molière du meilleur spectacle de divertissement, in 2004
- Molière de l'auteur
- Molière de l'adaptateur
- Molière du metteur en scène
- Molière du décorateur scénographe
- Molière du créateur de costumes
- Molière du créateur de lumières, sinds 2000
- Molière du spectacle en région
- Molière du spectacle musical
- Molière de la meilleure pièce du répertoire, sinds 1997
- Molière de la meilleure pièce de création, sinds 1997
- Molière du spectacle jeune public, sinds 2006
- Molière de la compagnie, sinds 2005
- Molière inattendu, in 2005
- Molière du créateur de musique de scène, in 2005
- Molière d'honneur, soms toegekend van 2003 tot 2011

## Winnaars
Deze lijst bevat een overzicht van winnaars en nominaties uit het Nederlands taalgebied.
- 2017 - Ivo van Hove Molière publiek theater Les Damnés[1]
- 2017 - Anne-Marie Étienne nominatie publiek theater voor Les Enfants du silence
- 2017 - Ivo van Hove nominatie Beste regisseur voor Les Damnés
- 2017 - Anna Cervinka Moliere Beste vrouwelijke revelatie rol in Les enfants du silence
- 2017 - Françoise Gillard nominatie Beste vrouwelijke komisch rol voor Les Enfants du silence
- 2016 - Christian Hecq Molière Beste visuele creatie voor 20.000 lieues sous les mers[2]
- 2016 - Ivo van Hove nominatie publiek theater voor Vu du pont
- 2016 - Christian Hecq nominatie Beste regisseur voor Vingt mille lieues sous les mers
- 2016 - Ivo van Hove nominatie Beste regisseur voor Vu du pont
- 2016 - Christian Hecq nominatie publiek theater voor 20.000 lieues sous les mers
- 2015 - Marie Gillain Molière Beste vrouwelijke komische rol voor La Vénus à la fourrure
- 2015 - David Murgia nominatie theater revelatie voor Discours à la Nation
- 2015 - Vanessa van Durme nominatie Beste vrouwelijke komische rol voor Avant que j'oublie
- 2014 - Anouk Grinberg nominatie Beste vrouwelijke komische rol voor Molly Bloom
- 2011 - Christian Hecq Molière Beste komiek voor Un fil à la patte
- 2011 - Benjamin Jungers nominatie theater revelatie voor La Maladie de la famille M.
- 2011 - Thierry Hancisse nominatie Beste komische bijrol voor Un fil à la patte
- 2010 - Anouk Grinberg nominatie Beste vrouwelijke komische rol voor Le004s Fausses Confidences
- 2006 - Serge Kribus nominatie Beste toneelschrijver voor L'Amérique
- 2007 - Jacques Collard nominatie Beste vertaald werk voor Cabaret
- 2007 - Yolande Moreau nominatie Beste onemanshow voor Sale Affaire, du sexe et du crime
- 2005 - Pierre Vaneck nominatie voor Déjeuner chez Wittgenstein
- 2005 - Lysiane Meis nominatie Beste vrouwelijke komische bijrol voor Jacques a dit
- 2005 - Jacques Collard nominatie Beste vertaald werk voor Love ! Valour ! Compassion !
- 2004 - Lysiane Meis nominatie Beste vrouwelijke komische bijrol voor L'amour est enfant de salaud
- 2003 - Jacques Collard nominatie Beste vertaald werk voor Le Limier
- 2003 - Anouk Grinberg nominatie Beste vrouwelijke komische rol voor La Preuve
- 2001 - Françoise Gillard nominatie theater revelatie voor Le Mal court
- 2001 - Serge Kribus nominatie Beste toneelschrijver voor Le Grand Retour de Boris S.
- 2001 - Jacques Collard Molière komisch spektakel voor Ladies Night
- 2000 - Christian Hecq nominatie voor La main passe
- 2000 - Raymond Devos Molière voor grootse carrière
- 2000 - Christian Hecq Molière Beste theater relevatie voor La main passe
- 1998 - Marc Hollogne nominatie theater revelatie voor Marciel monte à Paris
- 1998 - Amélie Nothomb nominatie Beste toneelschrijver voor Hygiène de l'assassin
- 1998 - Lysiane Meis nominatie theater revelatie voor Une table pour six
- 1996 - Marie Gillain nominatie theater revelatie voor Le Journal d'Anne Frank
- 1995 - Pierre Vaneck nominatie voor Art
- 1995 - Jean-Claude Idée nominatie privé theater voor L'Allée du roi
- 1992 - Anouk Grinberg nominatie voor Beste vrouwelijke komische rol voor Le Temps et la Chambre
- 1991 - Anouk Grinberg nominatie theater revelatie voor La Maman et la Putain
- 1990 - Anouk Grinberg nominatie theater revelatie voor Faut pas tuer Maman !
- 1989 - Armand Delcampe nominatie privé theater
- 1989 - Thomas Bernhard nominatie publiek theater voor Le Faiseur de théâtre
- 1989 - Henri Garcin nominatie Beste mannelijke komische bijrol voor Entre nous soit dit
- 1989 - Maurice Hennequin Molière voor komisch spektakel voor La Présidente
- 1989 - Raymond Devos Molière Beste onemanshow
- 1988 - Marianne Basler nominatie revelatie voor Le Cid
- 1988 - Pierre Vaneck Molière Beste mannelijke komische bijrol voor Le Secret